# Kaple svatého Vojtěcha (Neratovice)
Kaple svatého Vojtěcha v Neratovicích se nachází přibližně uprostřed Vojtěšské ulice na hranici Neratovic a Libiše, kde se historicky říkávalo „V Hájku“. Jedná se o raně barokní kapli z 2. poloviny 17. století, později upravovanou, spjatou s vojtěšskou legendou. Je chráněna jako kulturní památka. Kaple je využívána římskokatolickou farností Neratovice, otevřena bývá pouze příležitostně k církevním účelům nebo např. během Noci kostelů.

## Historie

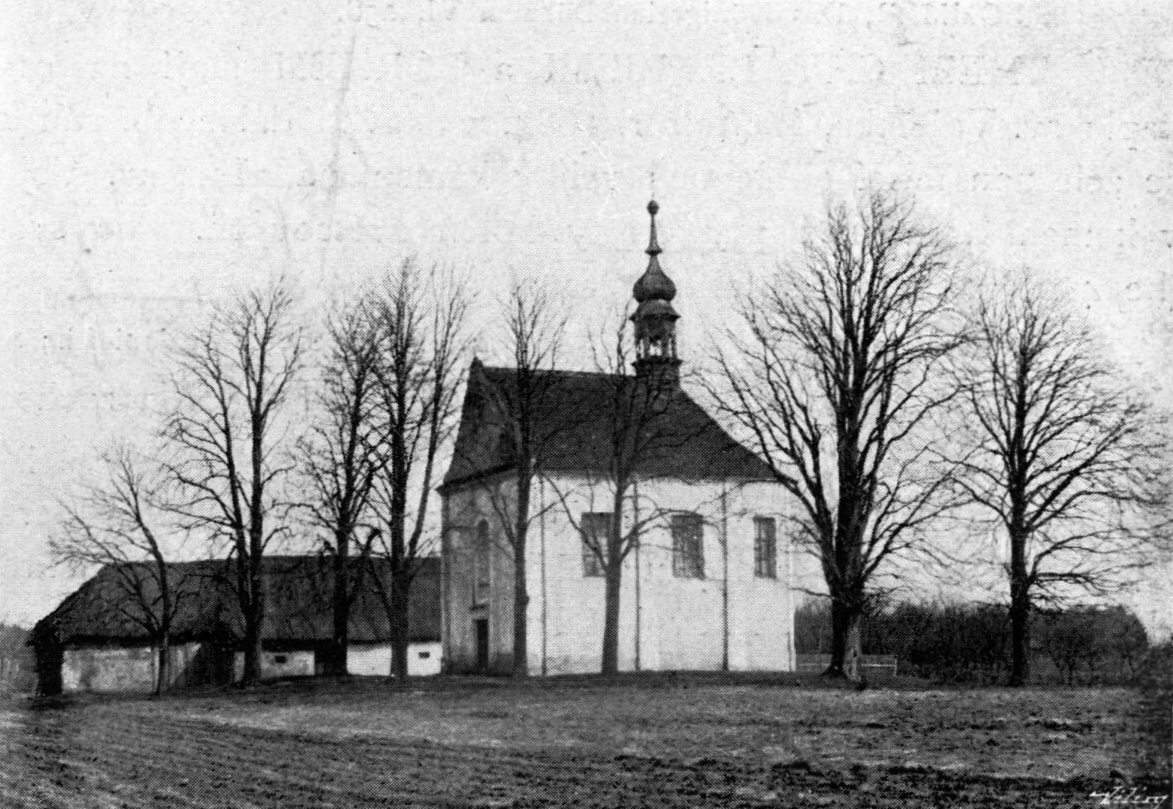
Kaple v roce 1897

V roce 1666 zde byla hrabětem Ferdinandem Vilémem Slavatou na podnět Bohuslava Balbína vystavěna poutní kaple sv. Vojtěcha. Dle tradice byl na tomto místě sv. Vojtěch cestou ze Staré Boleslavi okraden pohanskými převozníky, když jim nezaplatil za převezení přes Labe a pouze jim požehnal. Převozníci ho pronásledovali a na tomto místě zbili a obrali o boty. Dle této legendy se pak Neratovickým hanlivě přezdívalo „zouváci“. V podlaze před oltářem se pod okrasnou mříží nachází kámen, v němž je zachován údajný otisk Vojtěchovy berly či stopy.

## Architektura
Kaple je zděná obdélná stavba s půlkruhovým závěrem a s dekorativní fasádou. Z valbové střechy v prostoru nad oltářem vystupuje šestiboká vížka, tzv. sanktusník.

### Interiér
Neobvyklý dřevěný barokní oltář představuje dub obepínající oválný obraz sv. Vojtěcha. V jeho okolních větvích jsou pak další oválné obrazy s českými světci. Kaple je vybavená malovanými barokními lavicemi. Novodobá výzdoba oken tematicky připomíná život a působení sv. Vojtěcha.

## Galerie

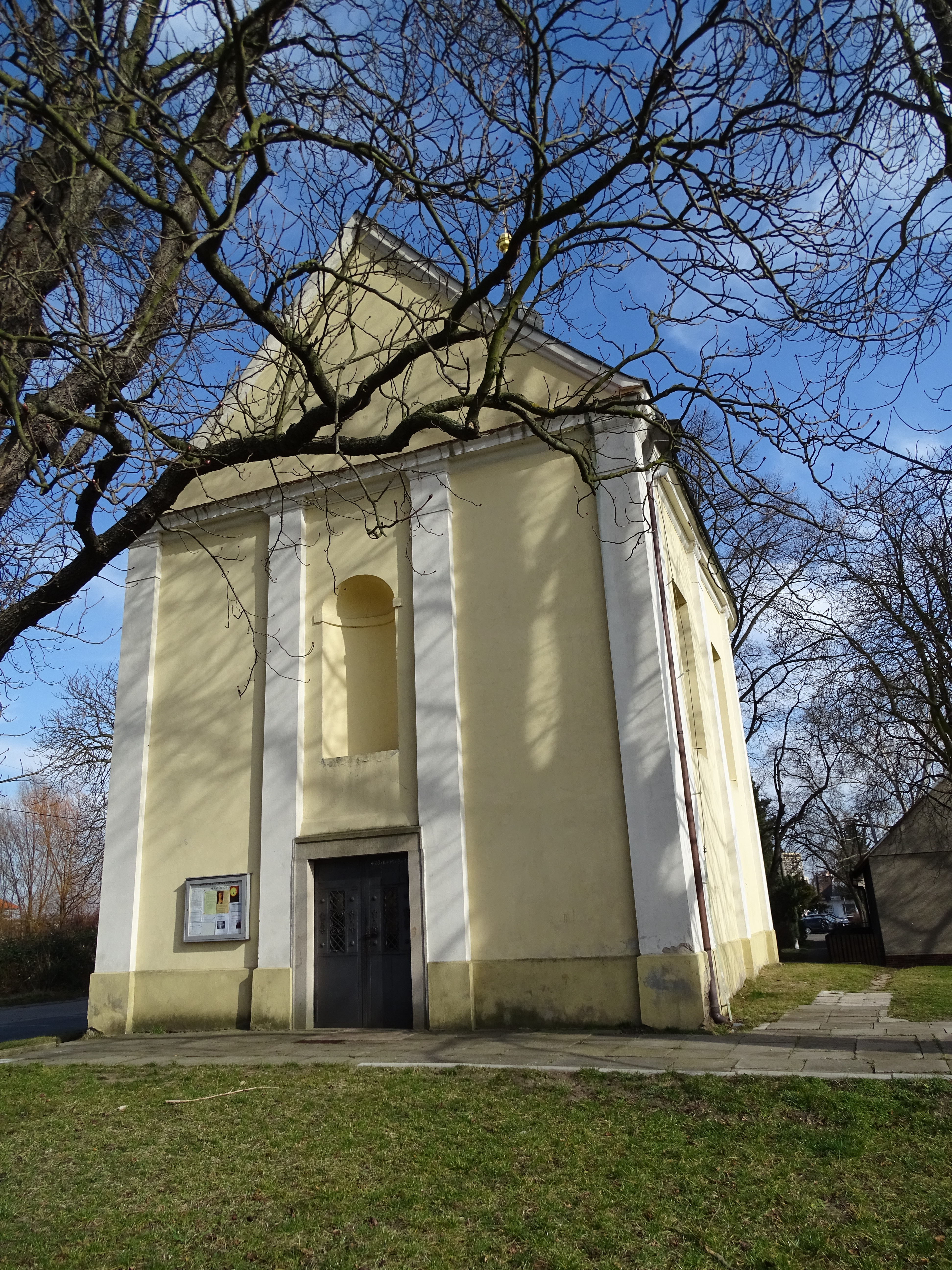
Pohled zepředu
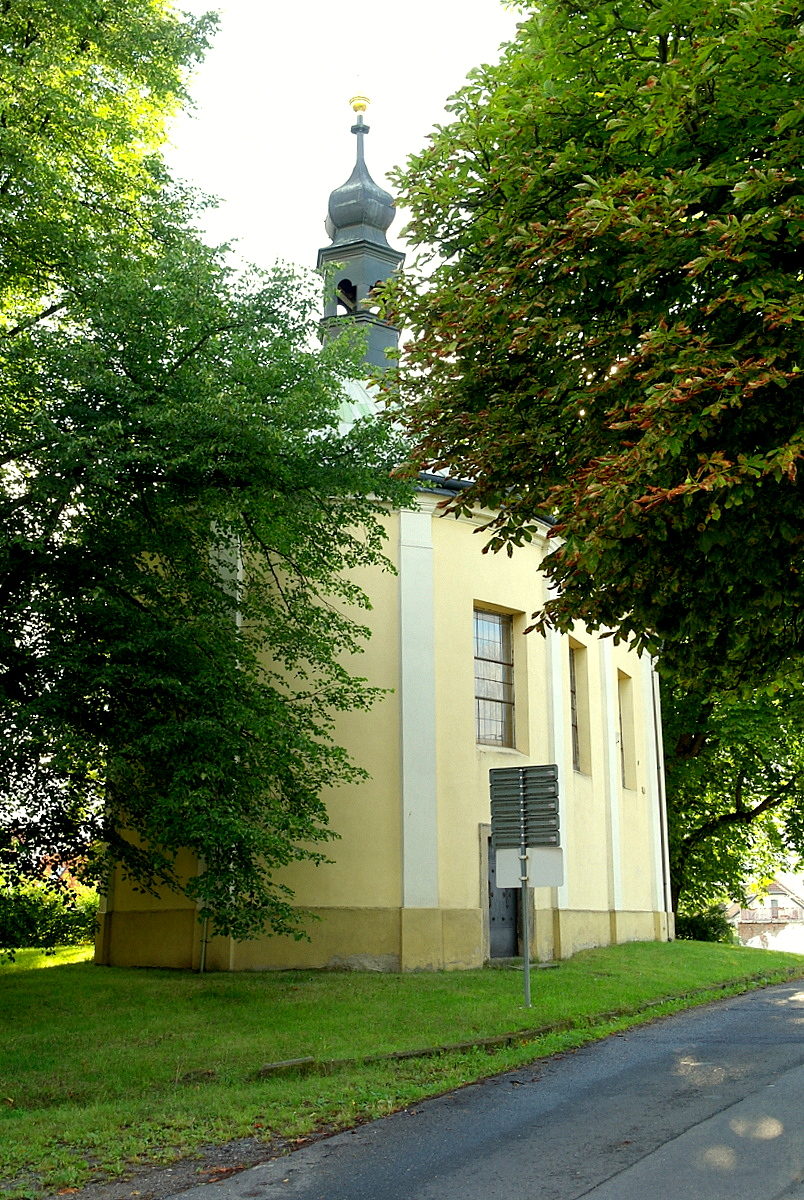
Pohled zezadu
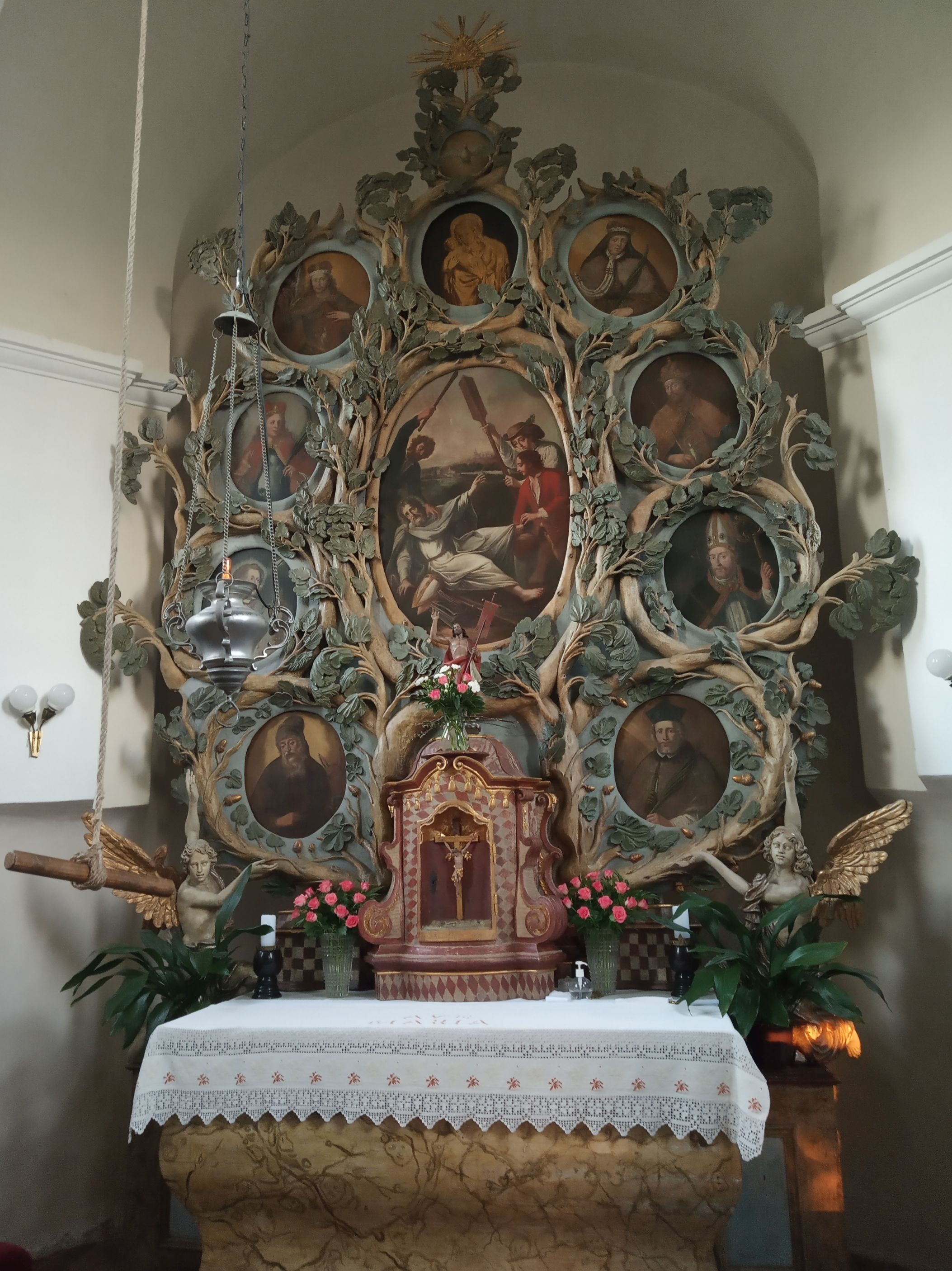
Barokní oltář